# Sant’Andrea al Quirinale

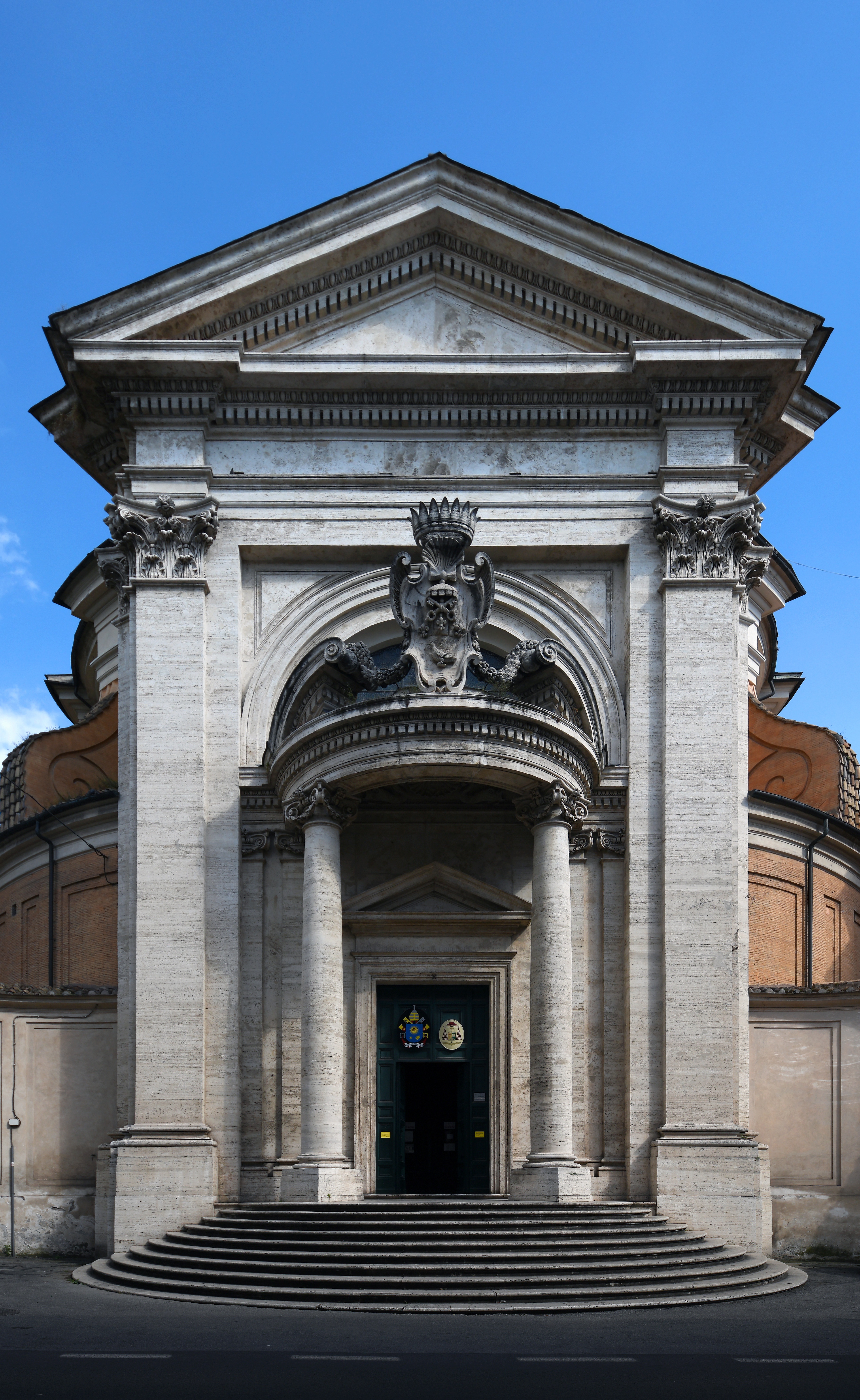
Frontansicht

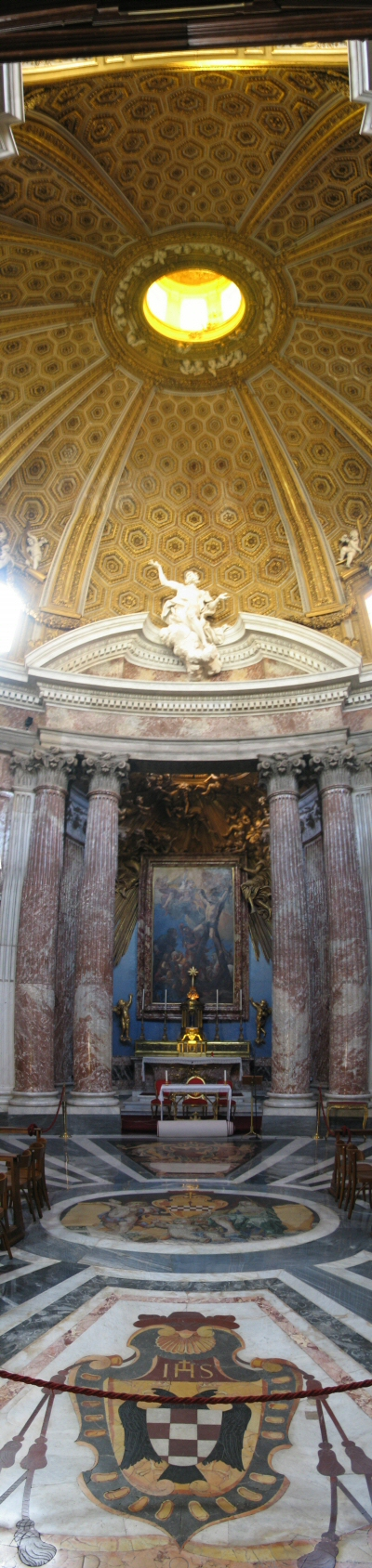
Hochaltar

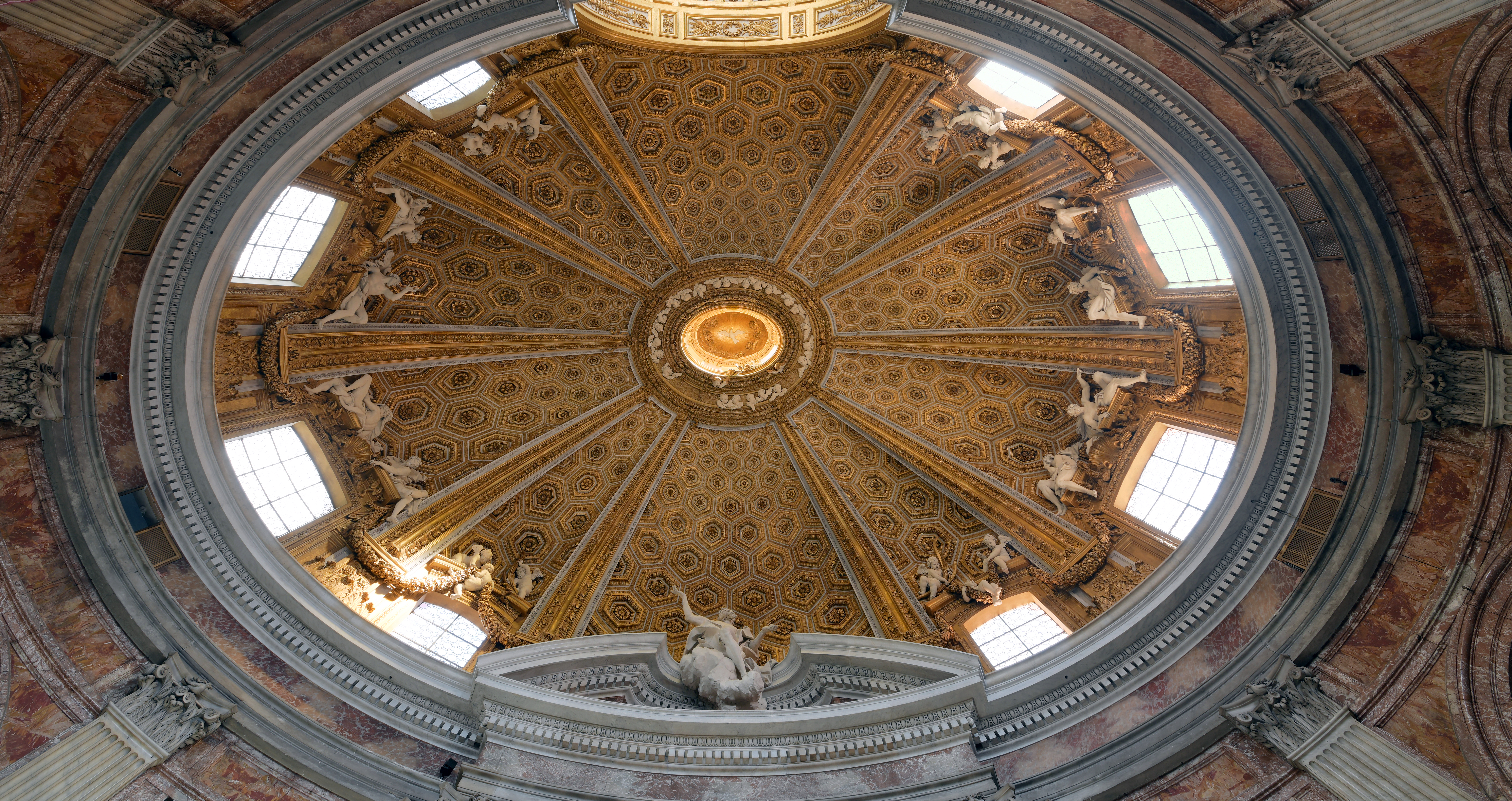
Kuppel

Sant’Andrea al Quirinale (lateinisch Sancti Andreae in Quirinali) ist eine Kirche in Rom. Sie befindet sich auf dem Quirinal und wurde nach Plänen Berninis 1658–1670 von dessen Assistenten ausgeführt. Auftraggeber war Kardinal Camillo Pamphilj, ein Neffe Innozenz’ X.
Die Kirche wurde 1678 geweiht und trägt das Patrozinium des Heiligen Andreas. Sie ist Titelkirche von Odilo Pedro Kardinal Scherer und Rektoratskirche der Pfarrei San Vitale.

## Geschichte und Bauwerk
Da der Bauplatz für die Jesuitenkirche, die dem Apostel Andreas geweiht ist, zwar breit, aber nicht tief war, wählte Bernini als Grundriss ein Oval, das den Blick des Betrachters im Halbkreis zu der dem Portal gegenüber liegenden Altarnische führen sollte. Hierfür bediente sich Bernini einer Kombination verschiedener Kunstelemente, die in ihrem Zusammenwirken ein eindrucksvolles Ensemble bilden. So verband er das Altarbild, die Skulptur des Andreas und die Laterne der Kirche, die den Heiligen Geist zeigt, optisch durch Blicke und Bewegungen: Der am Kreuz hängende heilige Andreas des Altarbildes blickt zu seiner eigenen Stuckversion auf, die himmelwärts auffährt.
Der mit rosafarbenem Marmor verzierte Kirchenraum wird durch kannelierte Pilaster im korinthischen Stil gegliedert, Engel und Putten in Stuckarbeit schmücken die Oberlichter des Kirchenraums.
1568 verstarb im benachbarten Jesuitenkloster der 19-jährige heilige Stanislaus Kostka, der Novize des Ordens war. Ein marmornes Denkmal von Pierre Legros gedenkt des Heiligen.
Die Kirche diente in den Jahren 1870–1946 als die Hofkirche des italienischen Königshauses; sie gilt gegenwärtig als eine der bevorzugten Hochzeitskirchen.

## Orgel
Die Orgel auf der Sängertribüne wurde 1938 von der Orgelbaufirma Mascioni errichtet. Das Instrument hat 14 Register auf zwei Manualwerken und Pedal. Die Trakturen sind elektrisch.
| I Grand'Organo C–a3 |    |
| Principale          | 8′ |
| Flauto Armonico     | 8′ |
| Salicionale         | 8′ |
| Ottava              | 4′ |
| Ripieno III         |    |

| II Espressivo C–a3 |       |
| Bordone            | 8′    |
| Gamba              | 8′    |
| Flauto             | 4′    |
| Coro Viole III     |       |
| Nazardo            | 2 ⁄3′ |
| Tromba armonica    | 8′    |
| Voce corale        | 8′    |
| Tremolo            |       |

| Pedale C–g1 |     |
| Subbasso    | 16′ |
| Bordone     | 8′  |

- Koppeln: II/I (auch als Sub- und Superoktavkoppeln), II/II (Suboktavkoppel), I/P (auch als Superoktavkoppel), II/P (auch als Superoktavkoppel)

## Kardinalpriester
Sant’Andrea al Quirinale wurde 1998 von Papst Johannes Paul II. zur Titelkirche erhoben. Folgende Personen waren Kardinalpriester von Sant’Antonio da Padova in Via Merulana:
| Nr. | Name                | Amt                      | von               | bis                |
| --- | ------------------- | ------------------------ | ----------------- | ------------------ |
| 1   | Adam Kozłowiecki    | Alterzbischof von Lusaka | 21. Februar 1998  | 28. September 2007 |
| 2   | Odilo Pedro Scherer | Erzbischof von São Paulo | 24. November 2007 |                    |